# بيت الرحوب (إب)

تعديل مصدري - تعديل

بيت الرحوب محلة تابعة لقرية الجبانة، التابعة لعزلة بني مدسم بمديرية إب إحدى مديريات محافظة إب في الجمهورية اليمنية.، بلغ تعداد سكانها 85 حسب تعداد اليمن لعام 2004.